# Lista chorążych reprezentacji Libii na igrzyskach olimpijskich
Lista chorążych reprezentacji Libii na igrzyskach olimpijskich – lista zawodników i zawodniczek reprezentacji Libii, którzy podczas ceremonii otwarcia nowożytnych igrzysk olimpijskich nieśli flagę Libii.

## Chronologiczna lista chorążych
| Lp. | Rok i miejsce   | Chorąży              | Dyscyplina           |
| --- | --------------- | -------------------- | -------------------- |
| 1   | 1968, Meksyk    | b.d.                 |                      |
| 2   | 1980, Moskwa    | b.d.                 |                      |
| 3   | 1988, Seul      | b.d.                 |                      |
| 4   | 1992, Barcelona | b.d.                 |                      |
| 5   | 1996, Atlanta   | Elmehdi Abulkheirat  |                      |
| 6   | 2000, Sydney    | Nizar Mohamed Naeeli | Taekwondo            |
| 7   | 2004, Ateny     | Mohamed Eshtiwi      | Podnoszenie ciężarów |
| 8   | 2008, Pekin     | Mohamed Ben Saleh    | Judo                 |
| 9   | 2012, Londyn    | Sofyan El-Gadi       | pływanie             |
| 10  | 2016, Rio       | Mohamed Fuad Hrezi   | Lekkoatletyka        |
| 11  | 2020, Tokio     | Al-Hussein Gambour   | Wioślarstwo          |